# Первый Кубанский поход

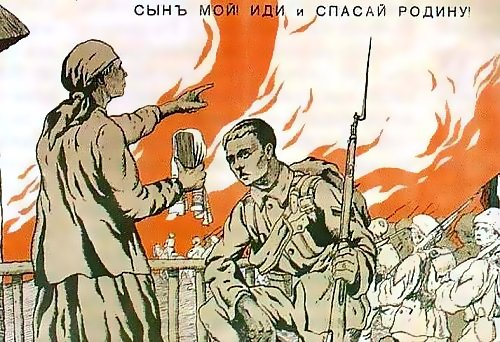
«Белый» плакат 1919 года

Пе́рвый Куба́нский («Ледяно́й») похо́д (9 [22] февраля — 30 апреля [13 мая] 1918 года) — первый поход Добровольческой армии на Кубань — её движение с боями от Ростова-на-Дону к Екатеринодару и обратно на Дон (в станицы Егорлыкская и Мечетинская) во время Гражданской войны.
Этот поход стал первым армейским манёвром находящейся в стадии формирования Добровольческой армии под командованием генералов Л. Г. Корнилова, М. В. Алексеева, а после гибели первого — А. И. Деникина.
Основной целью похода было соединение Добровольческой армии с кубанскими белыми отрядами, которые, как выяснилось уже после начала похода, оставили Екатеринодар.

## Предыстория событий
События февраля 1917 года — октября 1917 года привели к фактическому развалу страны и началу гражданской войны. В этих условиях небольшая часть офицеров и солдат армии решила объединиться для восстановления твёрдой власти в стране и продолжения войны с внешним агрессором. Объединение происходило на базе «Алексеевской организации», начало объединению было положено в день прибытия генерала Алексеева в Новочеркасск — 2 (15) ноября 1917 года. Обстановка на Дону в этот период была напряжённой. Атаман Каледин, с которым генерал Алексеев обсудил свои планы относительно своей организации, выслушав просьбу «дать приют русскому офицерству», ответил принципиальным согласием, однако, учитывая местные настроения, рекомендовал Алексееву не задерживаться в Новочеркасске более недели.
На специально созванном 18 (31) декабря 1917 года совещании московских делегатов и генералитета, решавшем вопросы управления «Алексеевской организации» (по существу — вопрос распределения ролей в управлении между генералами Алексеевым и Корниловым, прибывшим на Дон 6 [19] декабря 1917 года), было решено, что вся военная власть переходит к генералу Корнилову. Струве, Милюков, Львов обещали финансовую помощь в 10 млн рублей в месяц от представителей Антанты на формирование общероссийских антибольшевистских сил.
Обязанность по срочному завершению формирования частей и приведению их в боевую готовность 24 декабря 1917 (6 января 1918) года была возложена на генерального штаба генерал-лейтенанта С. Л. Маркова. Сводный отряд под командованием Кутепова был направлен в Таганрог для защиты Ростова с запада.
На Рождество был объявлен «секретный» приказ о вступлении генерала Корнилова в командование армией, которая с этого дня стала официально именоваться Добровольческой. 30 января 1918 года приказом № 10 в армии стали формировать 2 дивизии: 1-ю Добровольческую (3 офицерских батальона, Славяно-Корниловский, Георгиевский, Ростовский добровольческий полки, юнкерский батальон) и Кавказскую кавалерийскую.

Красная Армия наступает с севера на Новочеркасск и на Ростов с юга и запада. Красные войска сжимают кольцом эти города, а в кольце мечется Добровольческая армия, отчаянно сопротивляясь и неся страшные потери. В сравнении с надвигающимися полчищами большевиков добровольцы ничтожны, они едва насчитывают 2000 штыков, а казачьи партизанские отряды есаула Чернецова, войскового старшины Семилетова и сотника Грекова — едва ли 400 человек. Сил не хватает. Командование Добровольческой армии перекидывает измученные, небольшие части с одного фронта на другой, пытаясь задержаться то здесь, то там.
В начале января 1918 года отряд Кутепова остановил наступление большевиков под командованием Антонова-Овсеенко, отбросив их на север. Вскоре большевики, перебросив из Москвы и Петрограда крупные силы красной гвардии, перешли в решительное наступление, нанеся добровольцам и казачьим частям ряд тяжёлых поражений. 17 (30) января 1918 года 3-я Киевская школа прапорщиков была выбита из Таганрога. Попытка атамана Каледина поднять на борьбу донское казачество провалилась, и 11 февраля он застрелился. 12 февраля большевики взяли Новочеркасск. Таким образом, Добровольческая армия лишилась своего главного союзника и оказалась в оперативном окружении. Под контролем добровольцев остался один Ростов.
С целью закрепить за Добровольческой армией хоть какую-то территорию, Корнилов обратился к атаману Назарову, заменившего застрелившегося Каледина, с предложением подчинить Ростовский округ Добровольческой армии, но тот ответил отказом.
Добровольческие части к этому времени с боями отошли до самого Ростова.
После совещания командного состава, на котором были выслушаны все предложения о дальнейших планах: от обороны Ростова до последней возможности до ухода в донские зимовники или даже за Волгу на соединение с уральским казачеством, — генерал Корнилов принял решение идти на Екатеринодар, откуда поступили сведения, что город находится под контролем войск Кубанской рады, наносивших большевикам серьёзные поражения. По мнению Корнилова Добровольческой армии не следовало покидать территорию главных казачьих войск России, поскольку, хотя, в основной своей массе казаки на данный момент занимают либо нейтралитет, либо поддерживают советскую власть, большевики неизбежно восстановят казачество против себя, и тогда добровольцы вновь получат союзников, подкрепления и территорию. В итоге этот прогноз Корнилова полностью оправдался.
22 февраля главнокомандующий армией генерал Л. Г. Корнилов отдал приказ оставить Ростов и Область Войска Донского.
В Ростове были снаряды, патроны, обмундирование, медицинские склады и медицинский персонал — всё то, в чём так остро нуждалась охранявшая подступы к городу малочисленная армия. В городе пребывало на отдыхе до 16 000 офицеров, не пожелавших участвовать в его обороне. Генералы Корнилов и Алексеев не прибегали на этом этапе ни к реквизициям, ни к мобилизации.
На нужды армии Корнилов истребовал из ростовского отделения госбанка несколько миллионов рублей кредитными билетами, оставив вторую половину казакам, а вот золото, хоть и изъяли из банка, так и не решились взять с собой в поход, так как сомневались в правомерности таких действий. В итоге, большевики под командованием Сиверса, заняв после их ухода город, «взяли всё, в чём нуждались, и запугали население, расстреляв несколько офицеров».
Генерал Деникин позже писал:

К началу февраля в состав армии, находившейся в процессе формирования, входили:
1. Корниловский ударный полк (подполковник Неженцев).
2. Георгиевский полк — из небольшого офицерского кадра, прибывшего из Киева (полковник Кириенко).
3. 1-й, 2-й, 3-й офицерские батальоны — из офицеров, собравшихся в Новочеркасске и Ростове (полковник Кутепов, подполковники Борисов и Лаврентьев, позднее полковник Симановский).
4. Юнкерский батальон — главным образом из юнкеров столичных училищ и кадет (штабс-капитан Парфёнов).
5. Ростовский добровольческий полк — из учащейся молодежи Ростова (генерал-майор Боровский).
6. Два кавалерийских дивизиона (полковники Гершельман и Глазенап).
7. Две артиллерийских батареи — преимущественно из юнкеров артиллерийских училищ и офицеров (подполковники Миончинский и Ерогин).
8. Целый ряд мелких частей, как то «морская рота» (капитан 2-го ранга Потёмкин), инженерная рота, чехословацкий инженерный батальон, дивизион смерти Кавказской дивизии (полковник Ширяев) и несколько партизанских отрядов, называвшихся по именам своих начальников.

Все эти полки, батальоны, дивизионы были по существу только кадрами, и общая боевая численность всей армии вряд ли превосходила 3—4 тысячи человек, временами, в период тяжёлых ростовских боев, падая до совершенно ничтожных размеров. Армия обеспеченной базы не получила. Приходилось одновременно и формироваться, и драться, неся большие потери и иногда разрушая только что сколоченную с большими усилиями часть.
Ещё 14 февраля 1918 года Добровольческая армия лишилась возможности отхода на Кубань по железной дороге: добровольцы (морская рота в 60 штыков, ударный дивизион Кавказской кавалерийской дивизии — 100 штыков, отделение 2-го офицерского батальона, 2 орудия с юнкерами-артиллеристами — всего около 200 человек) были вынуждены оставить станцию и посёлок Батайск — отряды армии Автономова (прибывший из Ставрополя 112-й полк и части 153-го полка 39-й дивизии) прибыли к станции в эшелонах и были поддержаны в своём наступлении на малочисленных добровольцев местными железнодорожными рабочими. Однако добровольцам удалось удержать левый берег Дона, также были отбиты все попытки Автономова прорваться в Ростов, который ограничился поэтому обстрелом города из тяжёлых орудий.
Добровольцы оказали в бою ожесточённое сопротивление, поэтому солдаты 112-го полка замитинговали и, погрузившись в эшелоны, уехали обратно в Ставрополь. А солдаты 153-го полка, хоть и остались, отказались через несколько дней выполнить приказ атаковать Ольгинскую, что позволило добровольцам провести в ней спокойно несколько дней, реорганизовать армию и уйти на юг — на Екатеринодар.
Тем временем одновременно к Ростову с другой стороны — от Матвеева Кургана и Таганрога — подходила ещё одна армия (около 5-7 тыс. человек) красного командующего Сиверса. Поэтому 22 февраля Корниловым было принято решение отходить из города через Аксай за Дон — в станицу Ольгинскую.
Занявшие Ростов-на-Дону красные отряды Сиверса оказались, по словам их командира «в полнейшей переутомленности» и не способны преследовать отходивших добровольцев. В преследование поэтому был брошен (из Таганрога) небольшой отряд (200 сабель, 50 штыков, 3 орудия), который отчитался, что настиг корниловцев у Хомутовской, не понеся потерь уничтожил почти 600 солдат неприятеля, и вёл такой ожесточённый бой, что от стрельбы поплавились пулемёты. В действительности же он был легко отогнан добровольцами, которые продолжили движение на юг. Сами же добровольцы отмечали, что у Хомутовской после нескольких их залпов красногвардейцы поспешно ретировались.

Сводно-Офицерский полк Добровольческой армии выступает в Ледяной поход. Февраль 1918 г.

Смысл начавшегося при таких сложнейших обстоятельствах похода его участник и один из командующих армией — генерал Деникин — выразил впоследствии следующим образом:

— Пока есть жизнь, пока есть силы, не всё потеряно. Увидят «светоч», слабо мерцающий, услышат голос, зовущий к борьбе — те, кто пока ещё не проснулись…
В этом был весь глубокий смысл Первого Кубанского похода. Не стоит подходить с холодной аргументацией политики и стратегии к тому явлению, в котором всё — в области духа и творимого подвига. По привольным степям Дона и Кубани ходила Добровольческая армия — малая числом, оборванная, затравленная, окружённая — как символ гонимой России и русской государственности.

На всём необъятном просторе страны оставалось только одно место, где открыто развевался трёхцветный национальный флаг — это ставка Корнилова.
В своем письме к близким генерал Алексеев писал:

Мы уходим в степи. Можем вернуться только, если будет милость Божья. Но нужно зажечь светоч, чтобы была хоть одна светлая точка среди охватившей Россию тьмы.

## Состав армии
Основные части добровольцев выступили из Ростова-на-Дону в ночь с 9 на 10 (с 22 на 23) февраля 1918 года. На следующий день к ним присоединились отставшие добровольцы и части, отошедшие от Батайска. Собравшийся в Ольгинской отряд состоял из:
- 36 генералов;
- 242 штаб-офицеров (из 190 — полковники);
- 2078 обер-офицеров (капитанов — 215, штабс-капитанов — 251, поручиков — 394, подпоручиков — 535, прапорщиков — 668);
- 1067 добровольцев (вольноопределяющихся, юнкеров и кадетов — 437, солдат — 630 (364 унтер-офицеров и 235 рядовых, в том числе 66 чехов и русинов));
- Медицинского персонала: 168 человек — 21 врач, 25 фельдшеров и 122 сестры милосердия[18].

В составе армии начались собираться кадры бывших полков Императорской армии. Например, от Лейб-гвардии Гренадерского полка приняли участие в походе 19 офицеров со знаменем полка, 13 офицеров Лейб-гвардии Измайловского полка и др.
Всего отряд состоял из 4200 человек, при этом в армию в Ростове записалось почти 6000 человек. Лишь такое малое число добровольцев смогли добраться до этого «факела во тьме». Часть добровольцев уже погибла, много осталось раненых в Ростове-на-Дону. 200 раненых всё же было вывезено и определено до выздоровления в обоз армии в походный лазарет.
Кадровых офицеров (ставшими офицерами до войны) было 457 человек (капитаны и выше), а большинство — 1848 человек — были офицерами военного времени. С отрядом также отступил значительный обоз гражданских лиц, бежавших от большевиков — более 120 человек.
Также среди участников похода было более 200 военнопленных чехов, сформированные в Чехословацкий инженерный полк полковником Яном Немечеком, китайский отряд сотника Хоперского, персидские добровольцы.
О китайском отряде сотника Хоперского писала белая газета «Вольный Дон»:

Нам передают, что сотником Хоперским формируется в настоящее время оригинальный добровольческий отряд для борьбы в донском крае с большевиками.
Отряд этот будет исключительно состоять из китайцев, проживающих сейчас в Донской области или поблизости ея. Сотник Хоперский по национальности китаец.
…По имеющимся сведениям, в новом отряде сотника Хоперского в настоящее время имеется до трехсот китайцев-добровольцев, решивших защищать свободу чуждого им Дона…
Этот многодневный поход, связанный с постоянными боями и огромными потерями, стал рождением Белого движения на Юге России.
Вопреки трудностям и потерям, из горнила Ледяного похода вышла уже пятитысячная настоящая армия, закалённая в боях. С отрядом-армией следовал обоз с женщинами и детьми. Участники похода в дальнейшем получили почётное наименование «Первопоходник».
2350 чина командного состава по своему происхождению, по подсчётам советского историка Кавтарадзе, разделились следующим образом:
- потомственных дворян — 21 %;
- выходцев из семей офицеров невысокого звания — 39 %;
- из мещан, казаков, крестьян — 40 %.

Современный историк И. Гребенкин назвал их передовым отрядом антибольшевистского движения.

## Поход
Командование добровольцев рассматривало два направления дальнейшего движения. На восток — в донские зимовники, отсидеться вместе с донским отрядом. Или на юг — на Екатеринодар, центр региональной власти, свободный от большевиков. Но зимовники не могли вместить всю армию и обеспечить её продовольствием. Поэтому генералы М. В. Алексеев и Л. Г. Корнилов приняли решение отойти на юг, в направлении Екатеринодара, рассчитывая поднять антисоветские настроения кубанского казачества и народов Северного Кавказа и сделать район Кубанского войска базой дальнейших военных действий (до этого в Екатеринодар посылались разведчики). Генерал Корнилов предлагал пробиваться к Астрахани, чтобы контролировать Волгу и выход к Уралу, но отсутствие продовольствия и одежды не позволяли зимой предпринять такой смелый переход. Обсуждался вариант и движения на запад, оставаясь на земле Войска Донского, но его также отвергли.
Разойдясь в разные направления с казаками, добровольцы лишили себя 1,5 тыс. кавалеристов, что самым негативным образом сказалось впоследствии. На всем протяжении похода Добровольческая армия не имела кавалерии для маневренности, обхода или преследования противника. Она поэтому всегда двигалась без глубокой разведки и не могла совершать фланговых ударов.
Вся армия по числу бойцов равнялась полку трёх-батальонного состава. Армией она именовалась, во-первых, по той причине, что против неё боролась сила численностью в армию, а во-вторых, потому что это была наследница старой бывшей Русской армии, «её соборная представительница». Есть и более точное объяснение — генералы Корнилов и Алексеев были бывшими Главнокомандующими русской армии, и командовать меньше чем армией было для них не по чину. Но в отдельных документах Добровольческая армия именовалась и дивизией. Например, в нескольких приказах встречается наименование «1-я Добровольческая дивизия».
Из-за недостаточного финансового, а вследствие этого и материального обеспечения, армия совершенно не была подготовлена к походу. В частях не было зимнего обмундирования, запасы патронов и продовольствия были малы, не хватало лошадей для обоза. В армейской казне было всего 6 млн рублей — на несколько месяцев существования.
Из громадных ростовских военных складов добровольцы смогли вывезти только 1500 винтовок, 350 000 патронов, 300 снарядов.
9 (22) февраля 1918 года Добровольческая армия переправилась на левый берег Дона и расположилась в станице Ольгинская, дожидаясь отставших и переформировываясь. Приказом № 32 от 12 (25) февраля 1918 года за боевые отличия все пехотные и артиллерийские юнкера были произведены в прапорщики (в то время одна звезда на одном просвете погона, соответствует современному званию младший лейтенант), а кадетам было присвоено звание портупей-юнкеров. В Ольгинской армия была реорганизована (мелкие части вливались в крупные, причём это происходила не на бумаге, а прямо на сельской площади, где были выстроены части, а только потом все это было оформлено приказом по армии) в три пехотных полка (Сводно-Офицерский, Корниловский ударный и Партизанский); в её состав также входили юнкерский батальон, один артиллерийский (8 орудий) и два кавалерийских дивизиона. Первый временный штат добровольческого пехотного полка включал штаб полка, три батальона четырёх-ротного состава каждый, пулеметную, комендантскую команды, команду связи, нестроевую роту, полковой обоз (приказ Добровольческой армии № 4 от 26 января 1918 года). Так же была сформирована охранная рота штаба Главнокомандующего. 8 кавалеристов Текинского конного полка составили личную охрану Корнилова. Всем добровольцам приказано было надеть погоны.
На всю армию было 600 снарядов и несколько десятков пулеметов. В Корниловском полку из 30 пулеметов почти половину отдали в другие части.
Во всей армии было всего 4500 штыков и сабель, но её командующему Корнилову приписывают слова, что «армия ничтожна по своим размерам, но я скую её огнём и железом, и враги не скоро раскусят такой орех».
25 февраля добровольцы двинулись на Екатеринодар в обход Кубанской степи. Войска прошли через станицы Хомутовская, Кагальницкая, и Егорлыкская, вступили в пределы Ставропольской губернии (Лежанка — первый бой в походе) и вновь вошли в Кубанскую область, пересекли железнодорожную ветку Ростов-Тихорецкая, спустились к станице Усть-Лабинской, где форсировали Кубань.
Бой в Лежанке так же служит примером жестокости братоубийственной войны. Добровольцы при атаке села потеряли погибшими несколько человек. Но после боя они расстреляли всех взятых в плен — более сотни рядовых красноармейцев. И в дальнейшем такие факты имели место — общее количество расстрелянных пленных за весь поход могло достигнуть 1500 человек.
Взятые в плен в Лежанке офицеры-артиллеристы были приговорены военно-полевым судом к расстрелу, но помилованы Корниловым (по другой версии оправданы судом) и включены в состав армии.
В посёлке Выселки во время боя противники перемешались, и пулемётчики не могли стрелять, чтобы поддержать своих. Поэтому после боя добровольцы нашили на головные уборы белые повязки — так возрождалась Белая гвардия.
Войска постоянно находились в боях с превосходящими по численности красными частями. Потери первопоходников восполнять было некем, и их становилось с каждым днём меньше, а обоз с ранеными растягивался под серым небом до горизонта. Однако победы неизменно оставались за ними:

Малочисленность и невозможность отступления, которое было бы равносильно смерти, выработали у добровольцев свою собственную тактику. В её основу входило убеждение, что при численном превосходстве противника и скудости собственных боеприпасов необходимо наступать и только наступать. Эта, неоспоримая при маневренной войне, истина вошла в плоть и кровь добровольцев Белой армии. Они всегда наступали.
Кроме того, в их тактику всегда входил удар по флангам противника. Бой начинался лобовой атакой одной или двух пехотных единиц. Пехота наступала редкой цепью, время от времени залегая, чтобы дать возможность поработать пулемётам. Охватить весь фронт противника было невозможно, ибо тогда интервалы между бойцами доходили бы до пятидесяти, а то и ста шагов. В одном или двух местах собирался «кулак», чтобы протаранить фронт. Добровольческая артиллерия била только по важным целям, тратя на поддержку пехоты несколько снарядов в исключительных случаях. Когда же пехота поднималась, чтобы выбить противника, то остановки уже быть не могло. В каком бы численном превосходстве враг ни находился, он никогда не выдерживал натиска первопоходников.

Добровольцам приходилось воевать с противником, превосходство которого в живой силе было подавляющим, доходившем до пятикратного. К тому же большевистские части имели в своём распоряжении огромные запасы амуниции, вооружения и боеприпасов, оставшихся от Кавказского фронта, что позволяло им вести бои самой высокой интенсивности, в отличие от добровольцев, которым приходилось экономить, буквально, каждый снаряд. 

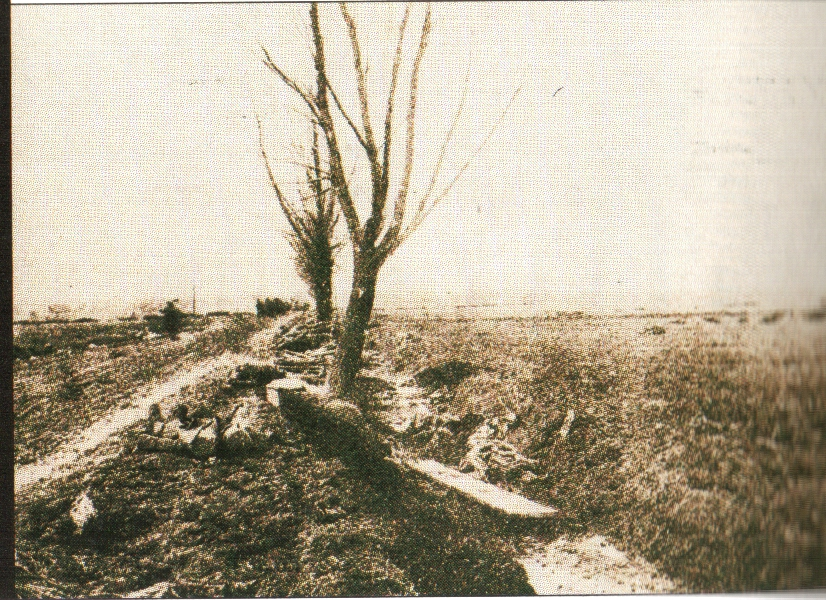
Дорога из станицы Елизаветинской на Екатеринодар — путь наступления Партизанского полка генерала Казановича 27 марта.

Отступление Добровольческой армии от Екатеринодара

Тем временем 1 (14) марта 1918 года красные отряды заняли без боя Екатеринодар. Его за день до этого покинул в направлении на Майкоп Отряд Кубанской рады под командованием В. Л. Покровского, произведённого 26 января кубанским атаманом в полковники. Кубанцы из Екатеринодара пытались связаться с Корниловым по рации, но безуспешно — в Добровольческой армии совершенно отсутствовали средства связи.
Это значительно осложнило положение добровольцев, двигающихся на юг, так как оказывалось, что цель их похода — Екатеринодар, где можно было бы отдохнуть и пополнить силы, как они надеялись — уже занят противником. Первые слухи о занятии красными Екатеринодара были получены стремящейся к городу Добровольческой армией 2 (15) марта 1918 на станции Выселки. Немногие из добровольцев поверили этим слухам, однако уже через 2 дня — 4 марта — во взятой после упорного боя Кореновской, было получено подтверждение этому из номера найденной в станице советской газеты.
В Кореновской целый день гремел ожесточённый бой. Добровольцам противостояли советизированные части 39-й дивизии, к тому же подкреплённые моряками. Противники поочерёдно контратаковали, но в итоге белогвардейцы смогли артогнём отогнать красный бронепоезд и, прорвав оборону противника, ворвались в Кореновскую. Были захвачены до 600 снарядов, патроны, пулемёты. Но добровольцы понесли потери более 100 человек убитыми и почти 300 ранеными.
Но новости о занятии Екатеринодара красными частями обесценивали и ломали саму стратегическую идею всего похода на Кубань, за которую уже было заплачено сотнями жизней добровольцев. Командующий генерал Корнилов повернул в результате полученных известий армию от Екатеринодара на юг, с целью, переправившись через Кубань, дать отдых войскам в горных казачьих станицах и черкесских аулах и «выждать более благоприятных обстоятельств».
Несмотря на то, что генерал Алексеев был разочарован поворотом армии в Закубанье, он не стал настаивать на пересмотре и изменении решения Корнилова: причины для такого решения у командующего были серьёзные. Кроме того взаимоотношения двух руководителей армии становились все хуже, Алексеев отходил от штабных дел. Генерал Деникин счёл приказ о повороте на юг «роковой ошибкой» и был настроен более решительно (при этом сам он находился во время похода в гражданской одежде, якобы потеряв свой мундир при выходе из Ростова): он, переговорив и заручившись поддержкой Романовского, отправился вместе с ним к командующему. Несмотря на все усилия генералов переубедить Корнилова им не удалось: отдающий себе отчёт во всех потерях и переутомлении войск, Главнокомандующий остался при своём мнении: «Если бы Екатеринодар держался, тогда бы не было двух решений. Но теперь рисковать нельзя». К тому же его поддержали строевые командиры — Марков и Неженцев.
Мотивы же штабных генералов Деникина и Романовского состояли в том, что, когда до заветной цели похода — Екатеринодара — осталось всего пара переходов и морально вся армия была нацелена именно на кубанскую столицу как конечную точку всего похода, любое промедление, а тем более отклонение от движения к цели грозит «тяжёлым ударом по морально-психическому состоянию армии», высокому боевому духу, наряду с организацией и выучкой, которые одни только и могли компенсировать малочисленность армии в сравнении с войсками Автономова и Сорокина, отсутствием базы, тыла и снабжения.
Историк С. В. Карпенко считает, что заранее просчитать, какая из сторон права — Корнилов, или так и не согласившиеся с ним Деникин и Романовский, и какое из двух решений верное, а какое — «убийственно ошибочное» — было невозможно в принципе: штаб Добровольческой армии не имел никакого представления, что происходит за пределами местонахождения армии — вне кольца плотного окружения противника; а каждый из генералов-добровольцев мог руководствоваться исключительно личными «теоретическими предположениями и интуитивным чувством». Тем более, что все свои обоснования Деникин описал уже в эмиграции, когда известны были все просчёты и ошибки.
Ночью 5—6 марта армия генерала Корнилова двинулась к Усть-Лабинской, повернув на юг, отразив нападение с тыла крупного отряда Сорокина. Корниловцам удалось с ходу захватить мост через Кубань, но на фланге Юнкерский батальон был сбит превосходящими силами противника, и только контратака Офицерского полка смогла восстановить положение и позволила произвести переправу армии и обоза через полуразрушенный мост.
Как точно отметил советский историк, в этих боях только силой оружия, стойкостью и упорством можно было добиться победы.
С боем переправившись утром 8 марта через Лабу, армия пошла в майкопском направлении. Оказавшись в Закубанье в «сплошном большевистском окружении», где каждый хутор необходимо было брать с боем, генерал Корнилов принял решение свернуть резко в западном направлении после перехода через Белую — в направлении черкесских аулов. Генерал посчитал, что в дружественных селениях он сможет дать армии отдохнуть и сохранит шансы на соединение с кубанцами Покровского.
У села Филипповского армия была зажата превосходящими силами красногвардейцев и, хоть и сумела контратаками остановить противника, не могла уже двигаться и находилась «на волосок от смерти». Обоз сбился в центре, редкие цепи добровольцев ещё отстреливались, но отступили юнкера, не выдержал Чехословацкий батальон, в бой был брошен конвой Корнилова, из обоза изымали всех способных держать винтовки. Однако из-за случайно распространившейся ошибочной вести, о том, что подошло подкрепление кубанцев, добровольцы мобилизовали последние силы и ринулись на противника. Тот поспешно отступил, армия продолжила движение, но обоз с раненными увеличился втрое.
20 марта кубанское командование, на основании сведений о движении Корнилова к Екатеринодару, приняло решение прекратить попытки прорваться к Майкопу и повернуть обратно к реке Кубань — на соединение с армией Корнилова. Кубанский отряд нанёс поражение большевикам под станциями Энем, Георгие-Афипская, но его силы также были на пределе.
Только через 4 дня после тяжелейших боёв и изнурительных переходов в сплошном кольце окружения красными, пытаясь найти друг друга наугад — на звук отдалённого боя ещё непонятно кого и с кем — Добровольческая армия и войска Кубанского края нашли друг друга. 11 (24) марта, когда идущие к Калужской измотанные кубанцы нарвались в районе аула Шенджий на сильный отряд красных, и в бой пошли даже штатские из кубанского обоза, на них наткнулся разъезд корниловцев. Известие о подошедшем Корнилове с армией вдохновило кубанцев, они опрокинули противника и 12 (25) марта заняли Калужскую. Советский историк Разгон признавал, что допустить соединение белогвардейских отрядов было «большой ошибкой» красного командования, но это было вызвано хаотичностью организации и беспомощной властью.
14 (27) марта добровольцы заняли Шенджий и стали на днёвку, а вскоре сам Покровский прибыл в аул для переговоров с Корниловым. Кубанцы отстаивали «автономию», но Корнилов был краток и резок — один командующий и одна армия.
Решено было обсудить и утвердить всё это в ближайшее время, а пока совместными усилиями занять станицу Ново-Дмитриевскую.

### «Ледяной поход»
Был март. В этот месяц часто портится погода: дождь, сменявшийся заморозками, превращал грунтовые дороги в сплошное месиво из грязи и вызывал оледенение шинелей. Ослабленная в многочисленных боях и измученная ежедневными переходами по размякшему кубанскому чернозёму, армия стала изнемогать под ударами стихии. Затем резко похолодало, в горах выпал глубокий снег, температура упала до 20 градусов ниже нуля. По свидетельствам современников, доходило до того, что раненых, лежавших на телегах, вечером приходилось освобождать от ледяной коры штыками.
15 (28) марта 1918 года в таких погодных условиях и произошло жестокое боестолкновение, известное как бой у станицы Ново-Дмитриевской. Добровольцы и кубанцы должны были из разных станиц, в которых они располагались, атаковать Ново-Дмитриевскую. Корниловцы выступили, а казаки — нет, сославшись на погоду. Бойцы отличившегося здесь Офицерского полка бой у Новодмитровской называли «Марковским». Генерал Деникин впоследствии запишет: «15 марта — Ледяной поход — слава Маркова и Офицерского полка, гордость Добровольческой армии и одно из наиболее ярких воспоминаний каждого первопоходника о минувших днях — не то были, не то сказки».
Этот бой у Ново-Дмитриевской, предшествующие и последовавшие за ним ряд переходов по покрытой ледяной коркой степи, Армия стала называть «Ледяным походом»:

— Всю ночь накануне лил дождь, не прекратившийся и утром. Армия шла по сплошным пространствам воды и жидкой грязи — по дорогам и без дорог — заплывших, и пропадавших в густом тумане, стлавшемся над землёю. Холодная вода пропитывала насквозь все платье, текла острыми, пронизывающими струйками за воротник. Люди шли медленно, вздрагивая от холода и тяжело волоча ноги в разбухших, налитых водою, сапогах. К полудню пошли густые хлопья липкого снега, и подул ветер. Застилает глаза, нос, уши, захватывает дыхание, и лицо колет, словно острыми иглами…

—…Между тем, погода вновь переменилась: неожиданно грянул мороз, ветер усилился, началась снежная пурга. Люди и лошади быстро обросли ледяной корой; казалось, все промёрзло до самых костей; покоробившаяся, будто деревянная одежда сковала тело; трудно повернуть голову, трудно поднять ногу в стремя.
Относительно «этимологии» «Ледяного похода» существует ещё одна история, изложенная в книге «Марков и марковцы».

— Непосредственно после боя на улице только что взятой станицы Ново-Дмитриевской генерал Марков встретил юную сестру милосердия Юнкерского батальона.
— Это был настоящий ледяной поход! — заявила сестра.
— Да, да! Вы правы! — согласился генерал Марков.
Название «Ледяной», «данное сестрой» и «утверждённое» генералом Марковым, впоследствии стало применяться в отношении всего Первого Кубанского похода Добровольческой армии.
Когда армия, превозмогая погодные катаклизмы, всё же достигла окраин станицы, маленький ручей перед деревней из-за дождя превратился в ледяную реку. Попытались переправлять офицеров на лошадях по двое, но через несколько ходок кони отказались идти в воду. Тогда Марков сказал — вперёд! — и по грудь в ледяной воде перешёл преграду, за ним шагнули его офицерские роты. Уже в темноте, не ожидавшие атаки красные части были выбиты из тёплых хат штыками промёрзших добровольцев. Хотя одно орудие красных и смогло выстрелить, на второй выстрел оно уже было не способно — замёрз откатник. Но его снаряд удачно попал в костёр, вокруг которого пытались согреться промёрзшие добровольцы — много людей было убито и ранено. Был отдан приказ — колоть штыками, а не стрелять. Станица была занята не вся, и уже только утром красноармейцы, которые ночевали в дальней части станицы, были выбиты из неё окончательно. Семь комиссаров было повешено на площади, но большая часть красных смогла отступить — из-за отсутствия кубанского отряда. Потери добровольцев оказались невелики, Офицерский полк, например, потерял одного человека убитым и 10 ранеными.
И только по окончании боя добровольцы узнали, что кубанский отряд выступил, но сославшись на плохую погоду, вернулся обратно и не принимал участия в атаке на станицу. Это не позволило добровольцам организовать преследование противника и добиться его полного уничтожения.

### Штурм Екатеринодара и смерть генерала Корнилова
17 (30) марта в Ново-Дмитриевской, после упорного «сопротивления» кубанцев, желавших сохранить самостоятельную боевую силу, и подписания в итоге официального «союзного договора», воинские формирования Кубанского краевого правительства — 2185 штыков и сабель — были включены в армию Корнилова, при этом кубанская власть обязалась содействовать пополнению и снабжать Добровольческую армию. Историк Волков приводит другие цифры — 3150 человек в Кубанском отряде и 2770 в Добровольческой армии.
В результате численность армии возросла до 6000 штыков и сабель, из которых были сформированы 3 бригады по 2 полка каждая; количество орудий увеличилось до 14. Основные моменты реорганизации были следующие:
— Юнкерский батальон был влит в Офицерский полк 5-й и 6-й ротами и составил 2-й батальон. Всего в полку стало 800 штыков и 12 пулемётов;
— Рота юнкеров Константиновского военного училища в 150 штыков была влита в Корниловский ударный полк (полгода назад в ноябре 1917 года юнкера-константиновцы и корниловцы вместе воевали в Киеве). Всего в полку стало 1000 штыков;
— 3-й батальон (из казаков) Кубанского стрелкового полка был влит 2-м батальоном в Партизанский полк. Всего в полку стало 800 штыков;
— Все кавалерийские эскадроны были объединены в 1-й Конный полк. Всего в полку стало 700 сабель.
Отдельными частями остались Чехословацкий батальон и Черкесский конный полк.
Перед Добровольцами была поставлена прежняя задача — взять Екатеринодар. Простояла армия в Ново-Дмитриевской до 22 марта — штаб разрабатывал операцию по взятию столицы Кубани. Добровольцам выдано было жалование за прошедший месяц. Войска отдыхали и переформировывались, отбивая одновременно постоянные атаки Автономова от Григорьевской.
24 марта добровольцы всеми силами атаковали Георгие-Афипскую. Но войска запоздали, и вместо ночной атаки получился дневной бой. Красные войска оказались многочисленны, с артиллерией и 2 бронепоездами. Только к вечеру, благодаря обходному движению Партизанского полка, добровольцам удалось захватить станцию у начавшего отступление противника. А юнкерам 5-й роты марковцев даже удалось подбить и захватить один из бронепоездов. Трофеями стали 700 снарядов и десятки тысяч патронов, необходимых для предстоящего штурма Екатеринодара, которые добровольцы успели вытащить из захваченного на станции горящего эшелона.
Как отмечают современные историки, «офицерские части, подготовленные и устойчивые, даже и при значительном превосходстве противника имели перед ним преимущество».
26 марта добровольцы начали переправу через реку Кубань у станицы Елизаветинская (от неё до города — 18 км) и сразу штурм Екатеринодара, который защищала 20-тысячная Юго-Восточная армия красных под командованием Автономова и Сорокина. Вот список частей, защищавших Екатеринодар — с левого фланга на правый — Должанский и Ейский батальоны, отряд из станицы Тимашевской, Приморско-Ахтарский отряд П. К. Зоненко, Екатеринодарский красногвардейский отряд, Латышский стрелковый полк, 154-й Дербентский полк, на правом фланге оборонялись части Сорокина. Выселковский полк защищал северо-западную окраину города и Черноморский вокзал, также имелись различные рабочие дружины и красногвардейские отряды.
Советский историк Какурин определял силы оборонявшихся красногвардейцев в 18 000 человек, несколько бронемашин, 12-14 орудий, то есть они превосходили атаковавших добровольцев в 3 раза.
В книге Сухорукова В. Т. „XI армия в боях на Северном Кавказе и Нижней Волге (1918—1920 гг.)“ приводится следующий список и дислокация частей Юго-Восточной революционной армии, стоящих на защите Екатеринодара:
»1) конная группа в составе отрядов И. А. Кочубея, Г., И. Мироненко, М. Г., Ильина, Е., М. Воронова, Н. Е. Батлука и других занимала позиции в садах и рощах, примыкающих к северо-восточной части пригорода, правее Черноморского вокзала; 2) в районе Черноморского вокзала размещались Приморско-Ахтырский пехотный полк П. К. Зоненко, отряд черноморских моряков, 2-й Северокавказский полк Д. П. Жлобы и другие; 3) на северо-западной окраине города находились 154-й Дербентский пехотный полк, вновь сформированные рабочие отряды г. Екатеринодара, отряды из казачьих станиц Выселковской, Петропавловской и других; 4) на самом левом фланге в районе сельскохозяйственной фермы и кожевенных заводов — 1-й Екатеринодарский пехотный полк М. Н. Демуса, 1-й Северокубанский полк, Кавказский отряд и другие; 5) с юга ж.-д. мост и город прикрывался Варнавинским полком, бронепоездом «Истребитель № 1» и другими частями, занимавшими оборонительные позиции у станции Энем. Кроме того, в распоряжении советского командования имелся резерв из вновь формируемых рабочих отрядов и беспрерывно прибывавших на помощь Екатеринодару отрядов из Ейска, Тихорецкой, Армавира и других мест Кубанской области… Особенно много добровольцев было из заселённых рабочими городских окраин Екатеринодара Дубинки и Покровки".
27—31 марта (9—13 апреля) 1918 года Добровольческая армия предприняла 3-дневный штурм столицы Кубани — Екатеринодара. Штабные уже прочили в генерал-губернаторы Деникина, но сопротивление красноармейцев было ожесточённым. Добровольческие части смогли захватить только предместья города — кожевенный завод и артиллерийские казармы, но, понеся громадные потери, под жестоким обстрелом противника дальше продвинуться не могли. Закончились снаряды, мобилизованные из ближайших станиц казаки разбегались. Погибли многие командиры, в том числе командир корниловцев полковник Неженцев.
Армия несла жестокие потери и была обескровлена.
Но были и удачные боевые эпизоды. Так, небольшой отряд из 2-го батальона Партизанского полка и 2-го батальона корниловцев под общим командованием генерала Казановича смог в ночь на 30 марта проникнуть в город и дойти почти до его центра, но не поддержанный другими частями, вынужден был утром отступить из-за свой малочисленности (250—300 человек с 2 пулемётами). Они смогли вывезти захваченную повозку с 52 снарядами — у добровольцев они к тому времени закончились, и части вынуждены были атаковать без артподготовки, что приводило к неудачам и большим потерям.
Когда армия готовилась к последнему броску на Екатеринодар, назначенному на 1 апреля, погиб генерал Корнилов, убитый, как часто пишут, «случайной гранатой». Однако весьма вероятно, что смерть не была случайной: одинокая ферма, в которой располагался штаб, и к которой постоянно прибывали связные и прочие офицеры, однозначно привлекла внимание красных артиллеристов. Корнилов погиб, но как считает историк Карпенко, это дало шанс выжить всем остальным добровольцам.

### Отступление на Дон
31 марта (13 апреля), в командование частями армии в тяжелейших условиях (потери при неудавшемся штурме составили около четырёхсот убитых и полутора тысяч раненых) полного окружения многократно превосходящими силами противника принял генерал Деникин. Он приказал прекратить штурм и вечером этого же дня оторваться от противника и отходить.
Для прикрытия отступления армии в бой была брошена конная бригада Эрдели, понёсшая громадные потери, но остановившая преследователей. Например, в 1-м Кубанском полку из 700 сабель в строю осталось только 200.
Армия была обескровлена и находилась на грани краха. Все были морально подавлены и физически истощены. Даже старшие командиры обсуждали необходимость прекращения борьбы и распыления армии.
Раненые были оставлены в станице Елизаветинской. Из 252 человек в живых красногвардейцы оставили 28 человек, остальные были убиты. Деникину удаётся в условиях непрекращающихся боёв на все стороны, отходя через Медведовскую, Дядьковскую, вывести армию из-под фланговых ударов и оставляя раненных — в нескольких станицах было оставлено почти 500 человек, многие из них были убиты преследовавшими красными частями — выйти из окружения и двинуться обратно на Дон. Армия фактически представляла собой боевое охранение обоза с ранеными — на одного добровольца приходилась одна повозка с ранеными.
2 апреля в немецкой колонии Гнадау были преданы земле тела Неженцева и Корнилова. Армия была взята в окружение, но прорвалась в яростной ночной атаке и вытащила и свой обоз с 3000 раненых.
Вырваться армии в дальнейшем во многом получилось благодаря энергичным действиям отличившегося в бою у станицы Медведовская в ночь со 2 (15) на 3 (16) апреля 1918 года при пересечении железной дороги Царицын-Тихорецкая командира Офицерского полка Генерального штаба генерал-лейтенанта С. Л. Маркова.
По воспоминаниям современников, события развивались следующим образом:

Около 4 часов утра части Маркова стали переходить через железнодорожное полотно. Марков, захватив железнодорожную сторожку у переезда, расположив пехотные части, выслав разведчиков в станицу для атаки противника, спешно начал переправу раненых, обоза и артиллерии. Внезапно от станции отделился бронепоезд красных и пошёл к переезду, где уже находился штаб вместе с генералами Алексеевым и Деникиным. Оставалось несколько метров до переезда — и тут Марков, осыпая бронепоезд нещадными словами, оставаясь верным себе: «Стой! Такой-растакой! Сволочь! Своих подавишь!», бросился на пути. Когда тот действительно остановился, Марков отскочил (по другим сведениям тут же бросил гранату), и сразу две трёхдюймовые пушки в упор выстрелили гранатами в цилиндры и колёса паровоза. Завязался горячий бой с командой бронепоезда, которая в результате была перебита, а сам бронепоезд — сожжён.
Но основным успехом боя стали захваченные боеприпасы в эшелонах на станции — 360 снарядов и более 100 тыс. патронов.
Как вспоминал молодой паренёк, учащийся одного из ростовских училищ, а в то суровое время — рядовой Корниловского полка, он был ранен и оставлен со многими другими раненными в школе станицы Дядьковской. Уходя, добровольцы честно всем выплатили жалование (300 рублей за 2 месяца) и оставили несколько сестёр милосердия и врача. В здании прекратилась ходьба, и корниловец понял, что надо выбираться, пока живой. Он выполз по коридору к дверям, дальше на улицу и потерял сознание. Очнулся он на телеге. Едет. Оглянулся — несколько человек с погонами, вроде даже знакомые. Оказывается, последняя застава с пулемётом, покидая станицу вслед за ушедшей армией, проезжала мимо школы, в которой располагался лазарет. Они увидели лежащего на ступенях солдата с чёрно-красными погонами на шинели. А так как они сами были корниловцами, то они подхватили его, положили на телегу, где был пулемёт, и поскакали догонять своих. Так они спасли парня, а выручили его чёрно-красные погоны — застава подобрала его только потому, что поняла, что это был их однополчанин.
Оставлены были раненые и в Песчанокопской, которые были впоследствии расстреляны по постановлению станичного схода.
Тем временем военно-политическая обстановка изменилась. Весь юг России был оккупирован германской армией, включая Ростов, который красные войска сдали 1-му немецкому экспедиционному корпусу без боя, и где теперь располагался штаб этого немецкого корпуса.
Добровольцы продолжили свое движение на север. После череды боёв под Успенской и Лежанкой с преследовавшими отрядами красногвардейцев, добровольцы сами совершили набег на станцию Сосыку и захватили большие трофеи боеприпасов и снаряжения. 29 апреля (12 мая) Добровольческая армия вышла на юг Донской области в район Мечётинская — Егорлыкская — Гуляй-Борисовка. На следующий день поход, ставший вскоре легендой Белого движения, был окончен. Добровольцы разместились по станицам, раненых отправили в лазареты Ростова-на-Дону и Новочеркасска (там в это время уже были немцы). Казаки первоначально отказались принять раненых, но после недолгих жёстких переговоров, проведенных Половцовым, согласились.
Тем временем закончился 3-месячный срок, на который добровольцы вступали в армию. Часть добровольцев разъехались по домам, но многие затем вернулись.

## Итоги

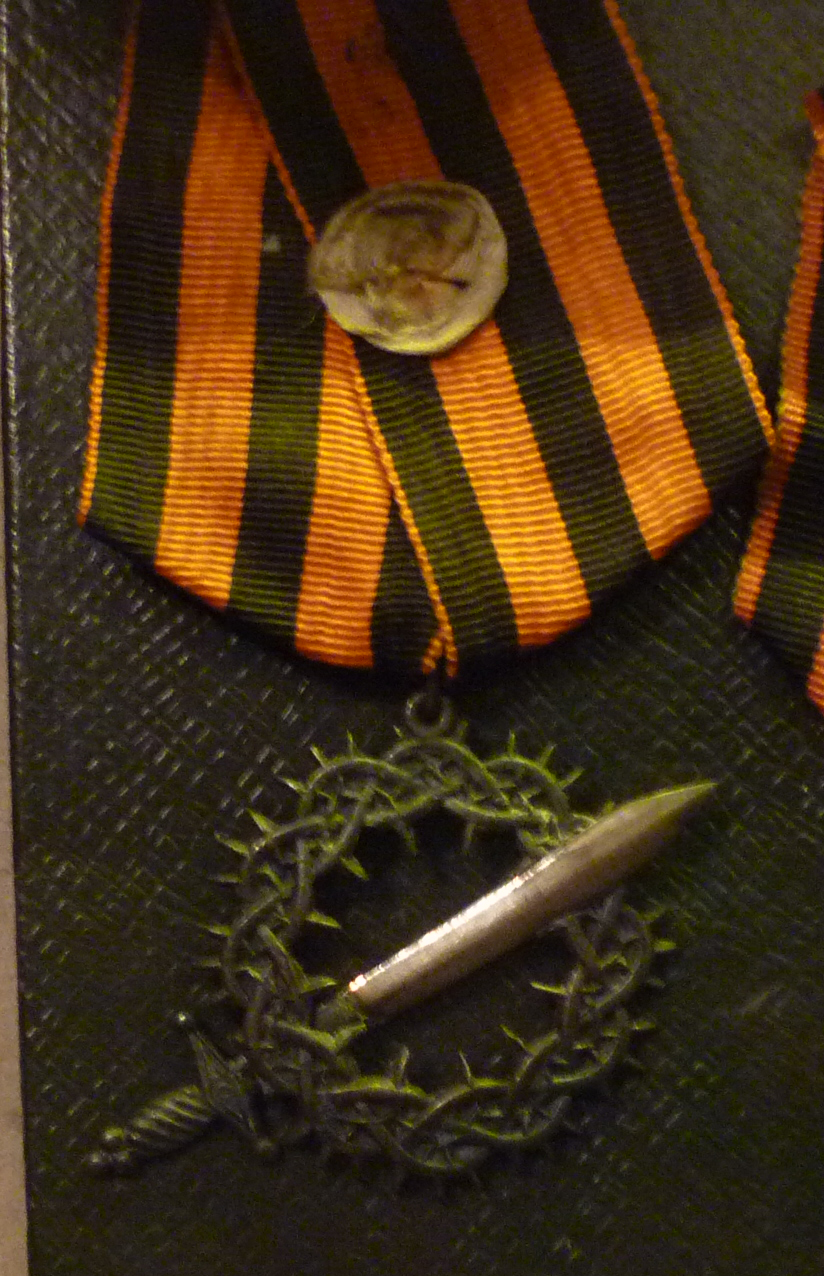
«Знак отличия Первого Кубанского похода», утверждённый Деникиным в 1918 году, одна из самых почитаемых наград в Белой армии.

«Ледяной поход» — наравне с двумя другими белыми «первыми походами», протекавшими одновременно с ним — Походом дроздовцев Яссы — Дон и Степным походом донских казаков, создал боевой облик, боевую традицию и внутреннюю спайку добровольцев. Была создана легенда. Все три похода показали участникам Белого движения, что можно бороться и побеждать при неравенстве сил, в условиях трудной, казавшейся порой безвыходной, обстановки. Походы подняли настроение казачьих земель и привлекали в ряды Белого движения всё новые и новые пополнения.
В то же самое время, командование добровольцев «не смогло найти идеи», понятной народу и объединяющей его с добровольцами. Отсутствие политической программы, надклассовая и надпартийная позиция в итоге уменьшали, а не увеличивали число союзников. Политика непредрешения в период хаоса отталкивала население от добровольцев.
Очень примечателен в качестве иллюстрации настроения населения следующий фрагмент мемуаров Деникина "Очерки русской смуты":  

Добровольцы...встречали в обществе равнодушие, в народе вражду, в резолюциях революционных учреждений и социалистической печати злобу, клевету и поношение. Одиночные добровольцы, случайно попадавшие в Темерник — рабочие кварталы Ростова — часто не возвращались. (...) Отозвались, как я уже говорил, офицеры, юнкера, учащаяся молодежь и очень, очень мало прочих «городских и земских» русских людей. «Всенародного ополчения» не вышло. В силу создавшихся условий комплектования, армия в самом зародыше своем таила глубокий органический недостаток, приобретая характер классовый... Печать классового отбора легла на армию прочно и давала повод недоброжелателям возбуждать против нее в народной массе недоверие и опасения и противополагать ее цели народным интересам.
В конце «восьмёрки», описанной Добровольческой армией, начальник её штаба генерал-лейтенант И. П. Романовский говорил: 

Два месяца назад мы проходили это же место, начиная поход. Когда мы были сильнее — тогда или теперь? Я думаю, что теперь. Жизнь толкла нас отчаянно в своей чертовой ступе и не истолкла; закалилось лишь терпение и воля; и вот эта сопротивляемость, которая не поддаётся никаким ударам…
Александр Трушнович писал впоследствии, что история Ледяного похода «послужит доказательством первенствующего значения духа, за исключением, конечно, какого-нибудь из ряда вон выходящего технического превосходства» и аргументирует это тем фактом, что «Во всех 33 боях Первого похода не было случая, чтобы численность большевицких сил не превосходила в шесть-десять раз числа добровольцев».
Несмотря на проявленные героизм и отвагу, Добровольческая армия не отвоевала территории для собственной дислокации, не заняла крупного административного центра — Екатеринодара, не подняла кубанских казаков на борьбу с большевиками.
Поставленные в начале похода цели достигнуты не были. Но нельзя однозначно утверждать, что поход явился неудачей (в военном отношении — поражением), как это делает часть историков. Одно несомненно: именно этот поход позволил в условиях тяжелейших боёв и лишений оформить костяк будущих Вооружённых сил Юга России — Белой армии, сохранить офицерские кадры и получить опыт ведения боев в условиях Гражданской войны. Кроме того, в конце похода удалось вернуться на земли Донских казаков, уже изменивших свои первоначальные взгляды относительно непротивления большевизму.
Через несколько месяцев все участники похода получили в награду Знак 1-го Кубанского похода. Участники боевых действий — на Георгиевской ленте, остальные — на Владимирской.
Первопоходники гордились и помнили о своём прошлом; генерал Деникин писал:

Если у нас отнять наше «Добровольчество», если поставить крест на самые славные страницы борьбы, то много ли останется от прошлого… Но этого не будет, ибо никто и ничто не в силах зачеркнуть нашей славной были.
В полках, принимавших участие в походе — Офицерском, Корниловском ударном, Партизанском, и в дальнейшем в дивизиях, развёрнутых на их основе, назначения на вышестоящие должности зачастую преимущественно предоставлялись первопоходникам, даже не имеющим соответствующих чинов. Был создан определённый культ веры добровольческому движению — раз был в Первом Кубанском походе, значит, настоящий доброволец.
В Екатеринодаре в сентябре 1919 года участниками похода был основан Союз участников 1-го Кубанского (Ледяного) генерала Корнилова похода, воссозданный в 1921 году в Галлиполийском лагере, а в эмиграции вошедший в 1924 году в состав Русского Обще-Воинского союза. В эмиграции издавались журналы «Вестник Первопоходника», «Первопоходник», в которых печатались мемуары участников похода.
Как отметил историк Гребенкин И. Н., добровольцам-первопоходникам удалось сплотиться в тяжёлое время, стать прочной кадровой основой белых армий во время вооружённой борьбы, а в эмиграции — сохранить свои боевые традиции. Участники Первого Кубанского похода создали и оставили легенду, продолжающую интересовать новые поколения.

## Вооружение
Добровольцами использовались винтовки Мосина образца 1891 года. В качестве личного оружия применялись револьверы системы Нагана, но имелись на вооружении и пистолеты других системы, например, Steyr M1912.
Пулемёты применялись не только Максима, но и системы Льюиса. Артиллерией использовались 3-дюймовые орудия различных модификаций.
Так как армия всё время находилась в движении, у неё отсутствовало централизованное снабжение боеприпасами. Поэтому добровольцы постоянно испытывали недостаток в патронах и снарядах, что существенно снижало их боевые возможности и вынуждало к штыковым атакам с большими потерями.

## Довольствие военнослужащих
Добровольцы при зачислении в Добровольческую армию зачислялись на провиантское довольствие, иногда выдаваемое пайками. Планировалось доплачивать семейным по 100 рублей в месяц и полевые суточные за время участия в боях, но реализовано это не было. Как таковая зарплата не выдавалась, выплачивалось денежное довольствие, например рядовым в январе — 50 рублей, офицерам — 150 рублей, в феврале — 270 рублей. В марте всем добровольцам выплатили по 250 рублей. Часть этих денег была выплачена серебряной монетой, но эти суммы не соответствовали, конечно, окладам и выплатам офицерам императорской армии. В кассе финотдела Добровольческой армии имелись купюры только крупных номиналов, и, чтобы произвести эти выплаты, пришлось 1 млн рублей поменять на более мелкие купюры, бывшие у краевого кубанского правительства. Из этих сумм добровольцы ежедневно платили хозяевам домов за постой — кров и питание. Для сравнения, 250 рублей в месяц в РККА получал командир взвода. То есть оклады в противоборствующих армиях были равны. Так же для сравнения: зарплата квалифицированного рабочего в Москве составляла 219 рублей и продовольственный паек на 678 рублей.
При оставлении раненных при отступлении от Екатеринодара, им выплачивалось жалование. По прибытии армии в Мечётинскую и Егорлыкскую добровольцам было выплачено последнее месячное жалование.
Отмечены факты, что иногда выплачивалась т. н. премия. Так, 25 февраля чехословацкий батальон, шедший в авангарде, отбил атаку красной кавалерии, и батальону было выплачено по приказанию Корнилова 5000 рублей (примерно месячный оклад каждому).
Вещевое довольствие в походе отсутствовало.

## Медико-санитарное обеспечение
На всю армию приходилось всего 20 врачей и чуть более 100 медицинских сестёр, на них же лежала обязанность выносить раненых из боя. Не хватало не только медицинских препаратов, но даже перевязочных средств, которые закончились уже после нескольких боёв. Операции делали на стоянках в станицах, иногда очень серьёзные, как, например, офицеру Манштейну.
Хорошо укомплектованный перевязочный отряд был при Партизанском полку, включённый в него вместе с остатками бывшего отряда Чернецова. Но это было, скорее, исключением.
Добровольцам удавалось помыться в банях только иногда в станицах, поэтому вши стали бичом армии, и от них удалось избавиться только по окончании похода, когда добровольцы стали регулярно мыться и стирать одежду.

## В популярной культуре

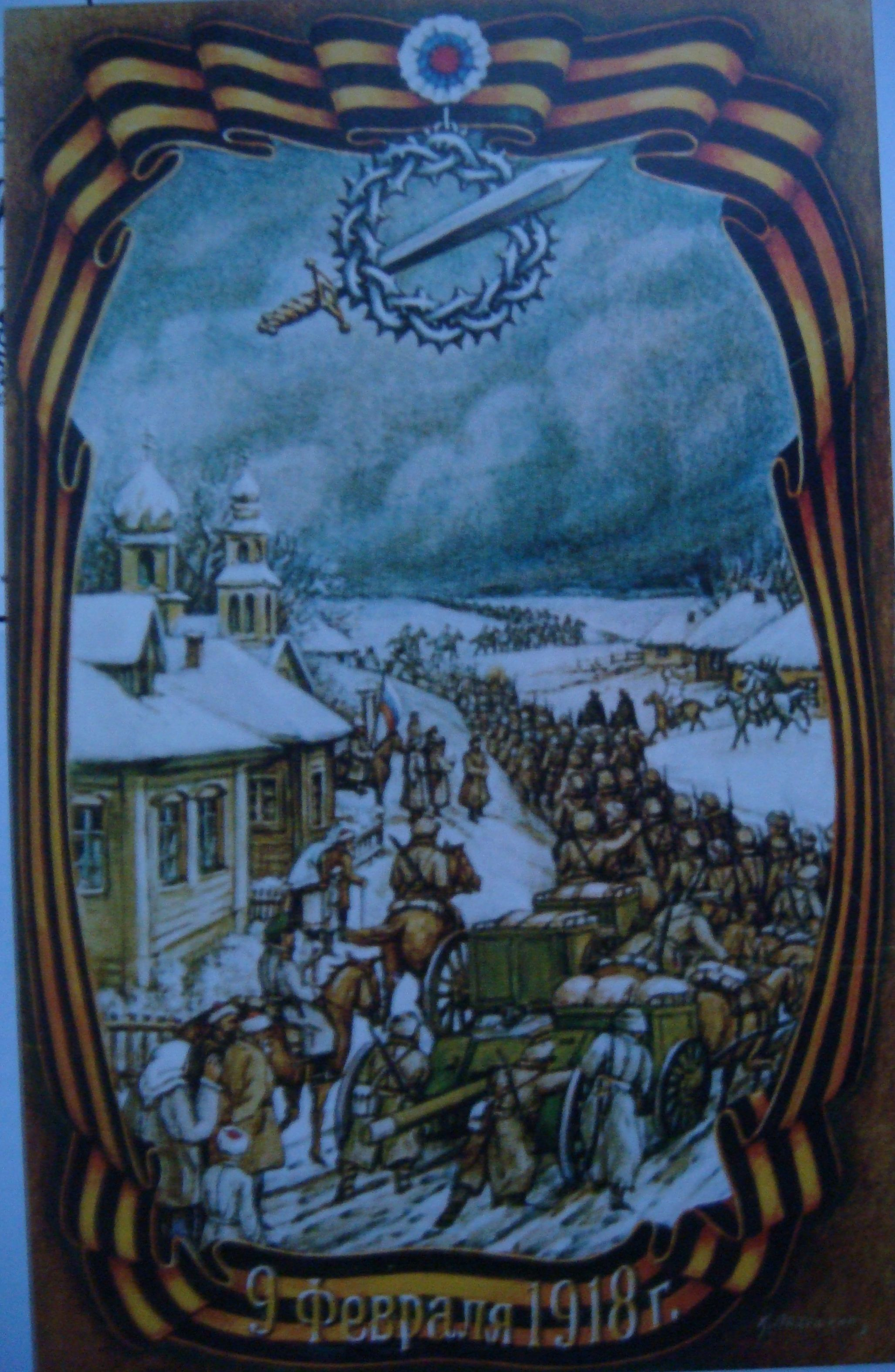
Открытка, изданная в эмиграции в память о походе

- В романе «Хождение по мукам» Алексей Толстой так описал итоги похода: Корниловский поход не удался. Главные вожди и половина участников его погибли. Казалось — будущему историку понадобится всего несколько слов, чтобы упомянуть о нём. На самом деле корниловский «ледяной поход» имел чрезвычайное значение. Белые нашли в нём впервые свой язык, свою легенду, получили боевую терминологию — все, вплоть до новоучреждённого белого ордена, изображающего на георгиевской ленте меч и терновый венец… Корниловский поход был тем началом, когда, вслед за прологом, взвивается занавес трагедии и сцены, одна страшнее и гибельнее другой, проходят перед глазами в мучительном изобилии[94].
- Кирилл Ривель — «Мне от мыслей, видений…» (Памяти участников Ледяного похода).
- Художественный фильм «Герой» (2016).
- В романе Артёма Весёлого «Россия, кровью умытая» есть глава «Чёрный погон»[95].
- Песня «Корниловский романс»